# EPF - École d'ingénieurs
EPF - École d'ingénieurs (dawniej École polytechnique féminine) to francuska szkoła inżynierska założona w 1925 roku.
Szkoła kształci inżynierów o profilu multidyscyplinarnym, pracujących we wszystkich sektorach przemysłu i usług. Każda klasa składa się z około 350 uczniów szkół ogólnokształcących, dwustopniowych i praktykantów.
Zlokalizowana w Cachan, a także w Troyes od 2010 roku i w Montpellier od 2012 roku, EPF jest uznaną przez państwo prywatną instytucją szkolnictwa wyższego użyteczności publicznej. Szkoła jest członkiem Union des grandes écoles indépendantes (UGEI).
EPF powstało w 1994 roku z byłej École polytechnique féminine (która nigdy nie była powiązana z École polytechnique) założonej w 1925 roku przez Marie-Louise Paris.

## Znani absolwenci
- Astrid Guyart, francuska florecistka